# النيل الأزرق
النيل الأزرق (بالأمهرية: ጥቁር አባይ)، (وتلفظ «عاباي») نهر ينبع من بحيرة تانا في إثيوبيا. يسير مسافةَ 1,450 كم (أو 900 ميل تقريباً) عبر إثيوبيا والسودان قبل أن يلتقي مع النيل الأبيض. فهو أحد روافد النيل الرئيسية، ويوفّر ما نسبته ثمانين إلى خمسٍ وثمانين بالمئة من مياه نهر النيل خلال موسم الأمطار. لكنَّ هذا في الصيف فقط بعد الأمطار الموسمية على الهضبة الإثيوبية، بينما لا تشكل مياهه بقيةَ أيام العام نسبةً كبيرةً إذ تكون المياه فيه ضعيفةً أو ربما يكون جافاً تقريباً.
ينبع نهر النيل الأزرق من بحيرة تانا الواقعة شمال المرتفعات الإثيوبية شرقيَّ القارة الإفريقية. وفي حين يُطلق عليه اسم النيل الأزرق في السودان، يطلق عليه في إثيوبيا اسم «عابباي». يلتقي بالفرع الآخر للنيل، وهو النيل الأبيض عند الخرطوم ليشكلا معاً ما يعرف باسم نهر النيل منذ تلك النقطة وحتى مصبه في البحر المتوسط.

## المسار
جرى تحديد مجرى النهر من منبعه إلى نقطة التقائه مع النيل الأبيض بطول 1,460 كيلومتراً (أو 910 ميل)، وكذلك بطول 1,600 كيلومترٍ (أو 990 ميلٍ). ربما ينتج عدمُ اليقين هذا من حقيقة أن النهر يتدفق عبر سلسلةٍ من الوديان التي لا يمكن اختراقها تقريباً، والتي تقطع المرتفعاتِ الإثيوبيةَ حتى أعماقٍ تصل إلى حوالي 1,500 م (أو 4,900 قدمٍ)، وهو عمقٌ مماثلٌ لعمق جراند كانيون في مسار نهر كولورادو في الولايات المتحدة. وطبقاً لمواد نشرتها وكالة الإحصاء المركزية يبلغ طول نهر النيل الأزرق 1,450 كيلومتراً (أو 900 ميلٍ) منها 800 كيلومترٍ (أو 500 ميلٍ) داخل إثيوبيا.

### إثيوبيا

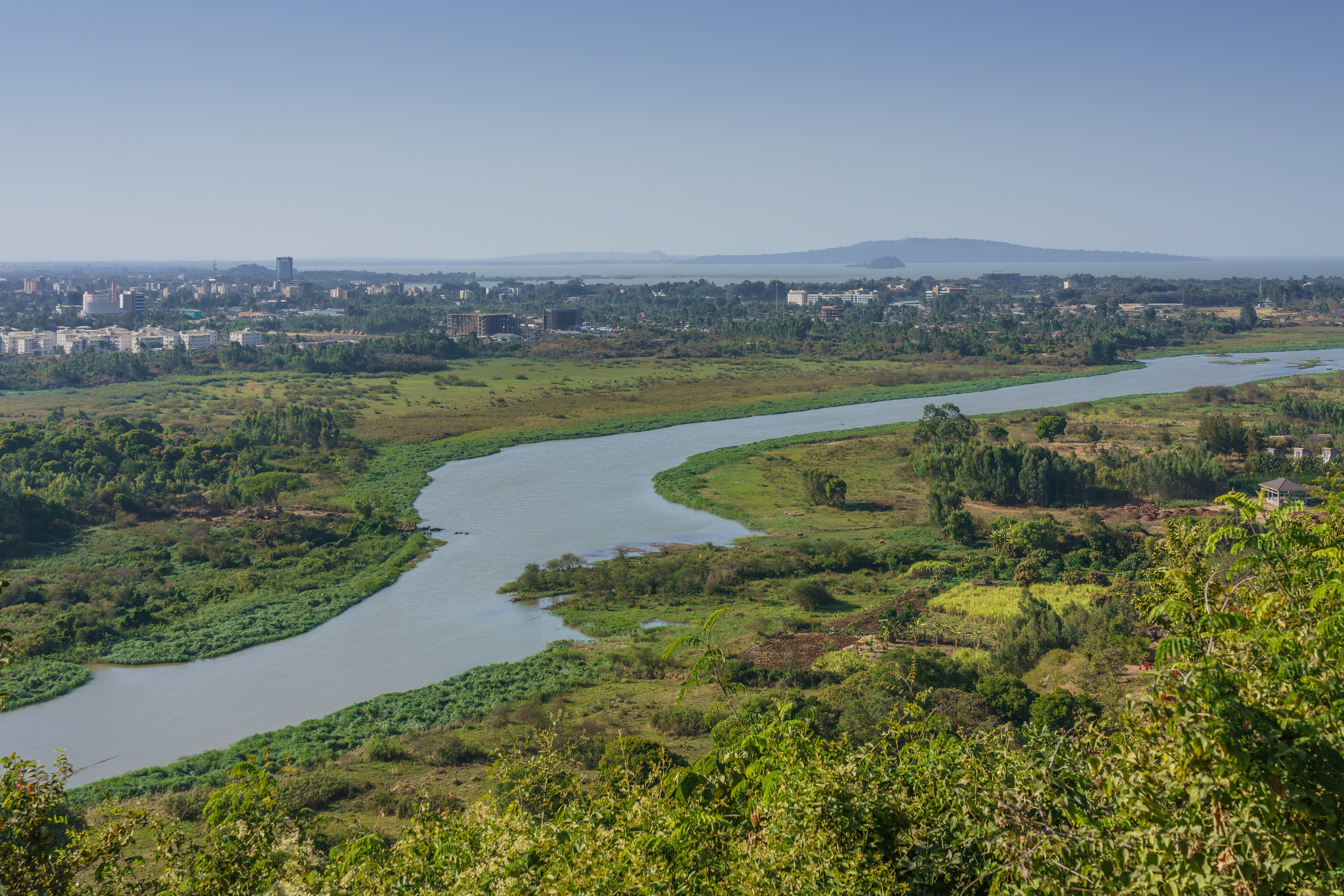
نهر النيل الأزرق في إثيوبيا.

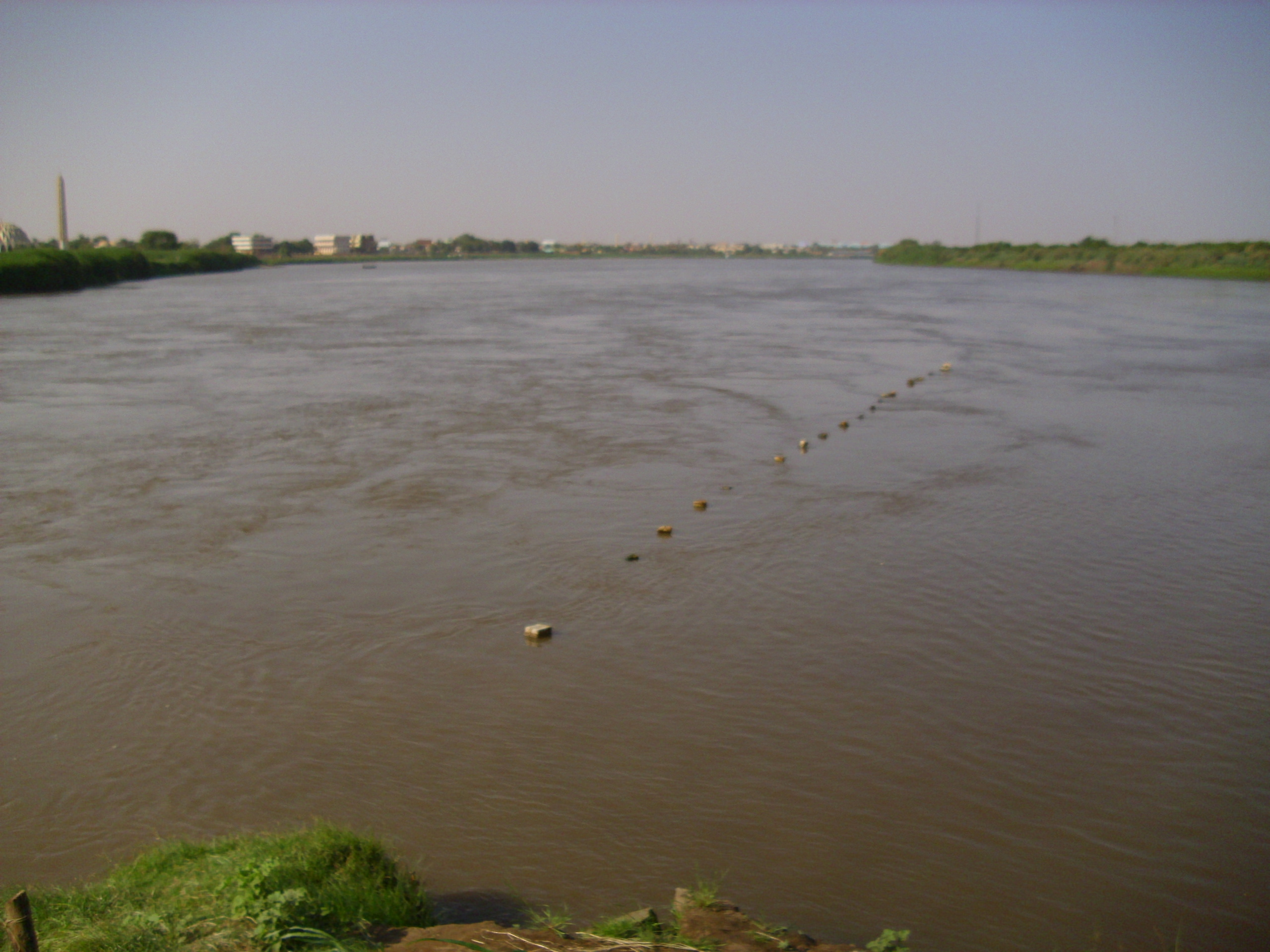
التقاء نهري النيل الأزرق والأبيض بالقرب من الخرطوم عاصمة السودان.

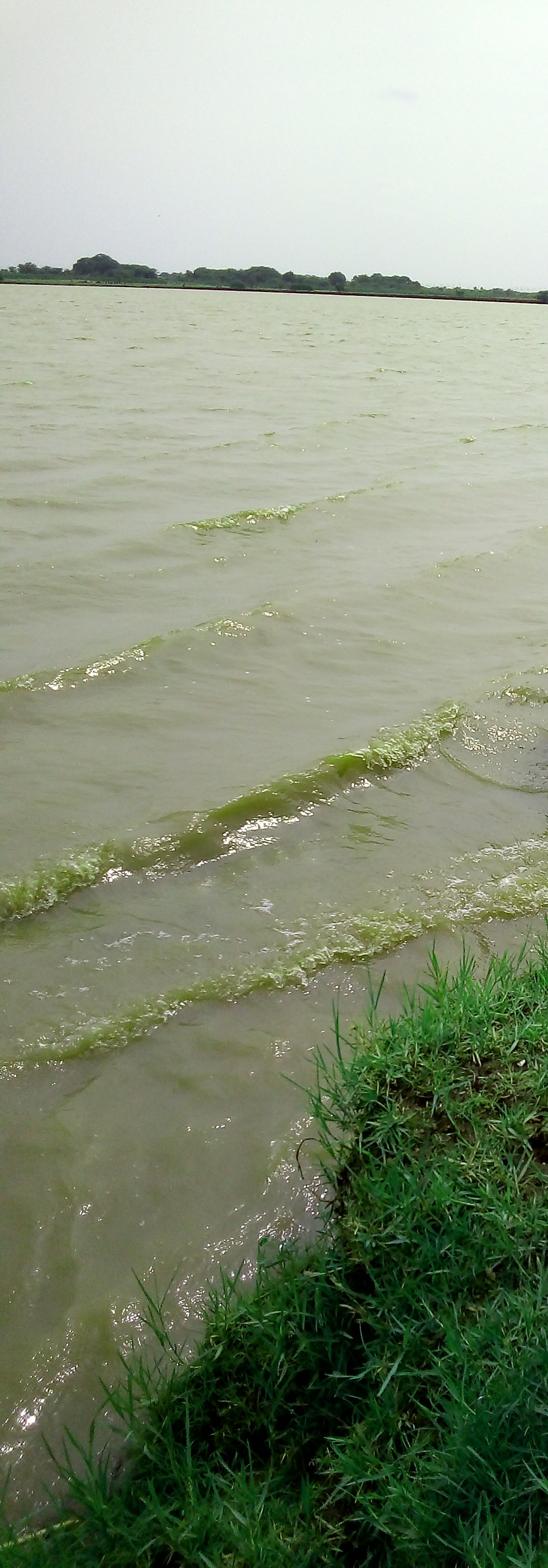

ينبع «النيل الأزرق» من بحيرة تانا في إثيوبيا حيث يطلق عليه ثمة نهر «عاباي». وهو يتدفق عموماً جنوباً قبل أن يدخل وادياً بطول أربعمئة كيلومترٍ (أو 250 ميلاً)، ويبعد حوالي ثلاثين كيلومتراً (أو 19 ميلاً) من بحيرة تانا، ويشكل عقبةً كأداءَ هائلةً في وجه السفر والتواصل بين كلٍّ من شمال وجنوب الهضبة الإثيوبية. جرت الإشارة إلى الوادي لأول مرةٍ باسم «جراند كانيون» في العام 1968 من قبل فريقٍ بريطانيٍّ أنجز أول نزولٍ في النهر من بحيرة تانا إلى نهاية الوادي، ثم أطلقت فرق أطواف التجديف النهرية اللاحقة اسم «جراند كانيون النيل» عليه. تقع شلالات النيل الأزرق (أو بالأمهرية:Tis Abay)، وتعني حرفياً «الدخان الكبير») عند بداية الوادي، وهي واحدة من أكثر مناطق الجذب السياحي في إثيوبيا.
يلتف النهر في مساره عبر شمال غرب إثيوبيا وهو يغتذي من روافدَ عديدةٍ فيما بين بحيرة تانا والحدود الإثيوبية - السودانية. تلك الروافد الموجودة على الضفة اليسرى -بحسب ترتيبها مع اتجاه التيار- تشمل أنهار وانكا (Wanqa)، ونهر باشيلو (Bashilo)، ونهر والاقا (Walaqa)، ونهر وانشيت (Wanchet)، ونهر جاما (Jamma)، ونهر موغير (Muger)، ونهر جودر (Guder)، ونهر أجويل (Agwel)، ونهر نيدي (Nedi)، ونهر ديديسا (Didessa)، ونهر دابوس (Dabus). أما تلك الموجودة على الجانب الأيمن، فتشمل بحسب ترتيبها مع اتجاه التيار أيضاً أنهار هنداسّا (Handassa)، وتول (Tul)، وأبايا (Abaya)، وسادا (بإمالة الألف بعد الدال) (Sade)، وتامي (Tammi)، وتشا (Cha)، وشيتا (Shita)، وصوحا (Suha)، وموغا (Muga)، وغولا (Gulla)، وتيمشا (Temcha)، وباشات (Bachat)، وكاتلان (Katlan)، وجيبا (Jiba)، وشاموغا (Chamoga)، ووتير (Weter)، وبيليس (Beles).

### السودان

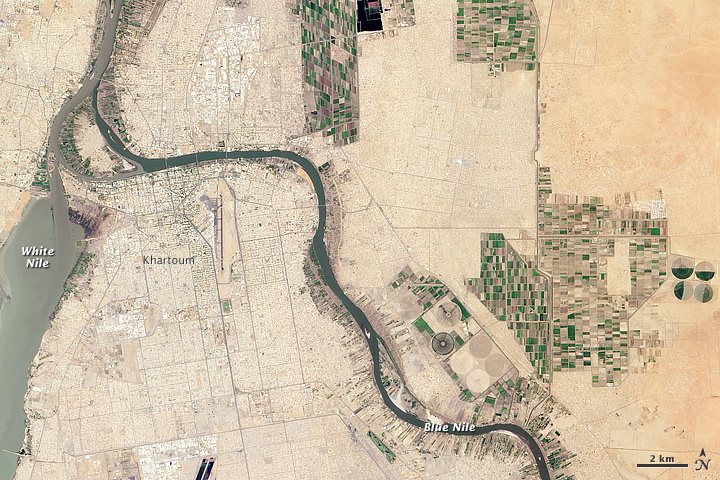
صورة فضائية لملتقى النيلين الأزرق والأبيض حيث يتحدان ليشكلا نهر النيل.

ثم يتجه النيل الأزرق شمالاً بغربٍ نحو السودان. ويسير لمسافة 650 كم (أو 400 ميلٍ) تقريباً، ويتدفق عبر الرُّصيرص ، ويستقبل نهر دندر  على ضفته اليمنى عند الدندر. في الخرطوم ينضم النيل الأزرق إلى النيل الأبيض، ويتدفقان كنهر النيل إلى أن يعبر الحدود إلى مصر ويخترقها إلى مصبه في البحر الأبيض المتوسط.

### المصدر
على الرغم من العديد من التيارات المغذية التي تتدفق إلى بحيرة تانا، إلا أن المصدر المقدس للنهر يعتبر بشكلٍ عامٍّ نبعاً صغيراً في «غيش عاباي» (بالإنجليزية: Gish Abay) يقع على ارتفاع حوالي 2,744 متراً (أو 9,003 قدم)، والمعروف باسم «غيلغل أباي» (بالإنجليزية: Gilgel Abay) (أو نهر أباي الأصغر). تشمل الثروات الأخرى لهذه البحيرة نهر ماجيك، ونهر جومارا الشمالي، ونهر ريب، ونهر جومارا الجنوبي، ونهر كيلتي.

## مجرى الماء

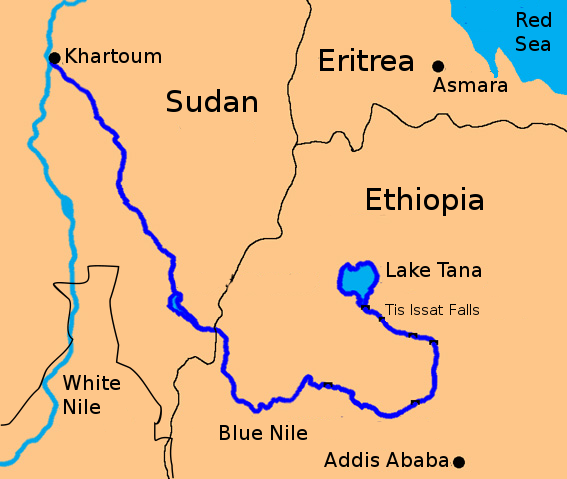
خريطة النيل الأزرق.

يصل تدفق النيل الأزرق إلى أقصاه في موسم الأمطار من يونيو/حزيران إلى سبتمبر/أيلول عندما يُزوّد نهر النيل بـ 80-86 ٪ من مياهه. كان النيل الأزرق مصدراً رئيسياً لفيضان النيل في مصر مما ساهم في خصوبة وادي النيل، وما ترتب على ذلك من ظهور مصر القديمة والحضارة والأساطير المصرية القديمة، ومع اكتمال سد أسوان في العام 1970 توقفت هذه الفيضانات عن الحدوث في الجزء السفلي من مصر.
خلال موسم الرياح الموسمية الصيفية تسببت فيضانات النيل الأزرق في تآكل كميةٍ هائلةٍ من التربة الخصبة من المرتفعات الإثيوبية وحملها في اتجاه مجرى النهر على شكل طمي، وتحول المياه إلى اللون البني الغامق أو الأسود تقريباً.
يُعتبر النيل الأزرق حيوياً للحياة في مصر؛ فهو يساهم -باعتباره أهم رافدٍ لنهر النيل- بأكثر من 85 ٪ من مياه مجرى النيل. وعلى الرغم من أنه أقصر طولاً من النيل الأبيض إلا أن 59 ٪ من المياه التي تصل إلى مصر تأتي من المرتفعات الإثيوبية عبر النيل الأزرق. يعتبر النهر أيضاً مورداً مهماً للسودان حيث ينتج سد الرُصيرص وسد سنار 80 ٪ من الطاقة الكهربائية للبلاد. كما تساعد هذه السدود في ري مشروع الجزيرة المشهور بالقطن عالي الجودة، وكذلك إنتاج محاصيل القمح والأعلاف الحيوانية في المنطقة.
في نوفمبر/تشرين الثاني من العام 2012 شرعت إثيوبيا في بناء سد النهضة الإثيوبي الكبير، وهو سد لتوليد الطاقة الكهرمائية (ستة آلاف ميغاوات) على النهر. يُتوقع للسد أن يكون دفعةً للاقتصاد الإثيوبي. لكن السودان ومصر أعربتا عن قلقهما البالغ بشأن انخفاض حصتيهما من المياه المتاحة لهما.

## استكشاف النيل الأزرق

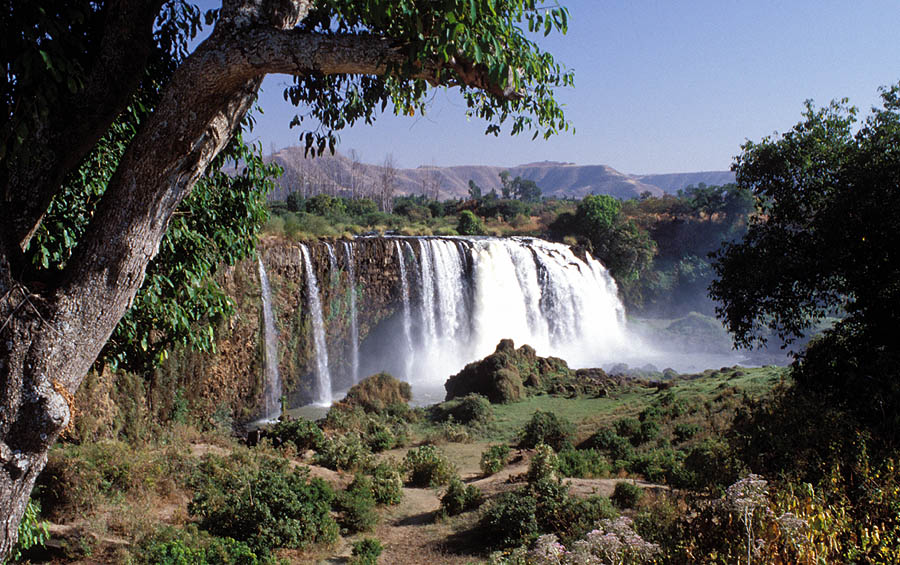
شلالات في إثيوبيا عند منبع النيل الأزرق تغذيها بحيرة تانا.

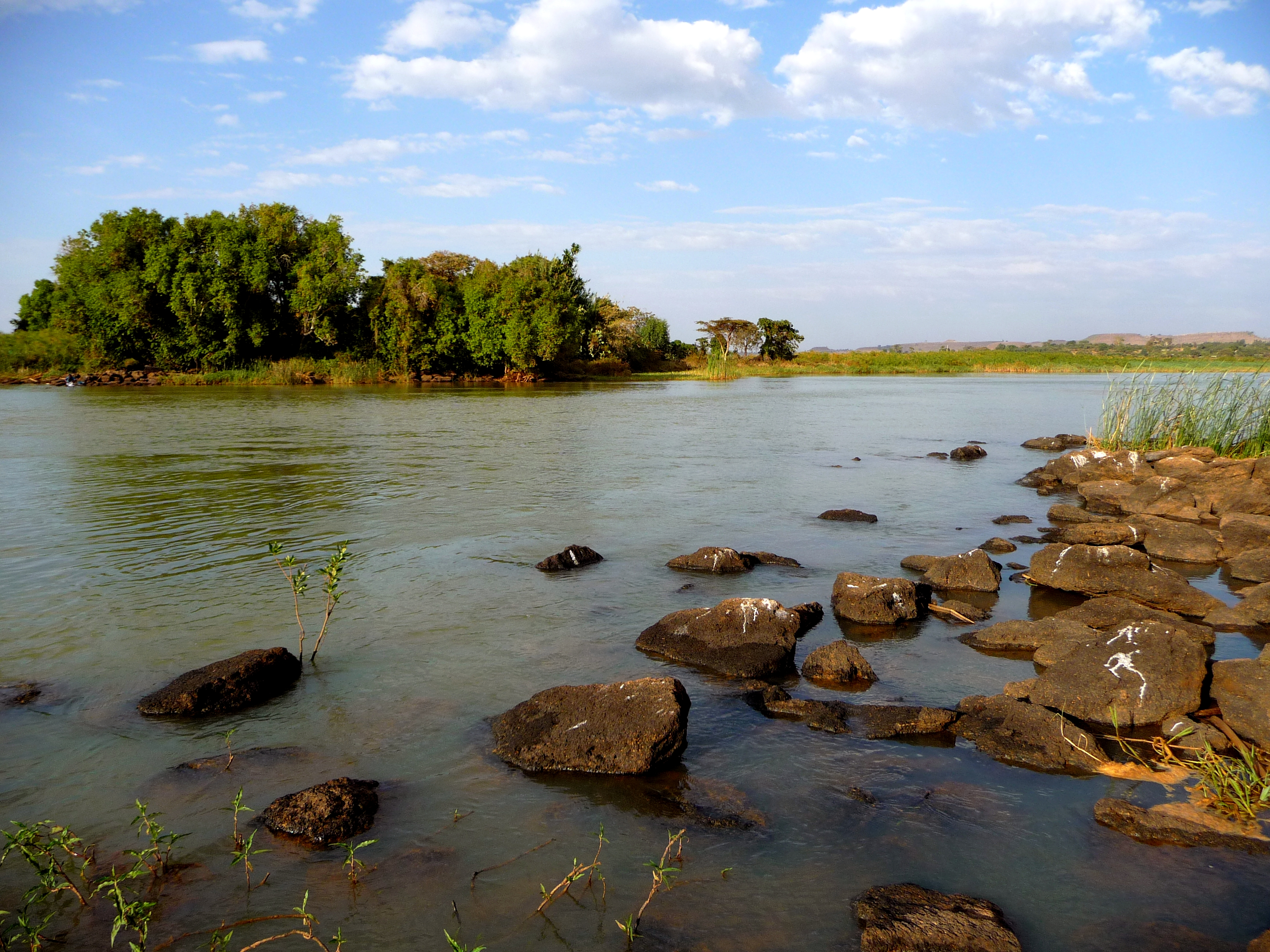
النيل الأزرق قرب بحر دار في إثيوبيا.

كان بيدرو بايز "Páez" أول أوروبيٍّ شاهد النيل الأزرق في إثيوبيا ومنبعه، وهو يسوعي إسباني وصل إلى منبع النهر في 21 أبريل/نيسان سنة 1618. قبل ذلك كان البرتغالي «جواو بيرموديس» -الذي يصف نفسه بطريرك إثيوبيا- قد قدّمَ الوصفَ الأولَ لشلالات نهر «تيس عاباي» في مذكراته المنشورة عام 1565، وذلك أيضاً كان شأنُ عددٍ من الأوروبيين ممّن عاشوا في إثيوبيا في أواخرِ القرن الخامسَ عشرَ من أمثال بيرو دا كوفيلا "Covilhã" الذي رأى النهر قبل وقتٍ طويلٍ من بايز، لكنه لم يصل إلى منبعه.
وصل المبشر اليسوعي البرتغالي «جيرونيمو لوبو» إلى مصدر النيل الصحيح أيضاً في العام 1629، وفي العام 1770 كذلك من قبل المستكشف الإسكتلندي «جيمس بروس».
وعلى الرغم من أن عدداً من المستكشفين الأوروبيين فكروا في تتبع مسار نهر النيل بدءاً من التقاء النيل الأزرق بالنيل الأبيض إلى بحيرة تانا، غير أن مضيقه -الذي يبدأ على بعد بضعة كيلومتراتٍ داخل الحدود الإثيوبية- قد أحبط كل المحاولات منذ محاولة «فريديريك كايود» في العام 1821. وأول محاولةٍ جادةٍ من قبل شخصٍ غير محلي لاستكشاف هذا الامتداد من النهر جرت من قبل الأمريكي «و. و. ماكميلان» في العام 1902 بمساعدة المستكشف النرويجي «ب. جنسن». سينتقل جنسن صُعُداً إلى أعلى النهر من الخرطوم بينما يبحر ماكميلان نزولاً في اتجاه المصب من بحيرة تانا. إلا أنه -مع ذلك- أوقفت قواربَ «جنسن» منحدراتُ «فاماكا» بالقرب من الحدود السودانية الإثيوبية، كما تحطمت قوارب «ماكميلان» بعد وقتٍ قصيرٍ من انطلاقها. شجع ماكميلان جنسن على محاولة الإبحار من الخرطوم مرةً أخرى في العام 1905، لكنه في محاولته الثانية اضطر للتوقف على مسافة خمسمئة كيلومترٍ (أو ثلاثمئة ميلٍ) من بحيرة تانا. سجل ر. شيسمان "Cheesman" دهشته لدى وصوله إلى إثيوبيا عندما اكتشف أن المياه العليا لـ«أحد أكثر أنهار العالم شهرةً والذي كان اسمه معروفاً للقدماء» كانت موجودة في حياته «بواسطة الخطوط المنقطة»، وقد تمكن من رسم خريطة المسار العلوي للنيل الأزرق بين العامين 1925 و1933، وهو لم يفعل ذلك باتباع النهر على طول ضفافه وعبر الوادي غير المنقطع، ولكن بتتبعه من المرتفعات أعلاه حيث قطع مسافة ثمانية آلاف كم (أو خمسة آلاف ميلٍ) بواسطة بغل من البلد المجاور.

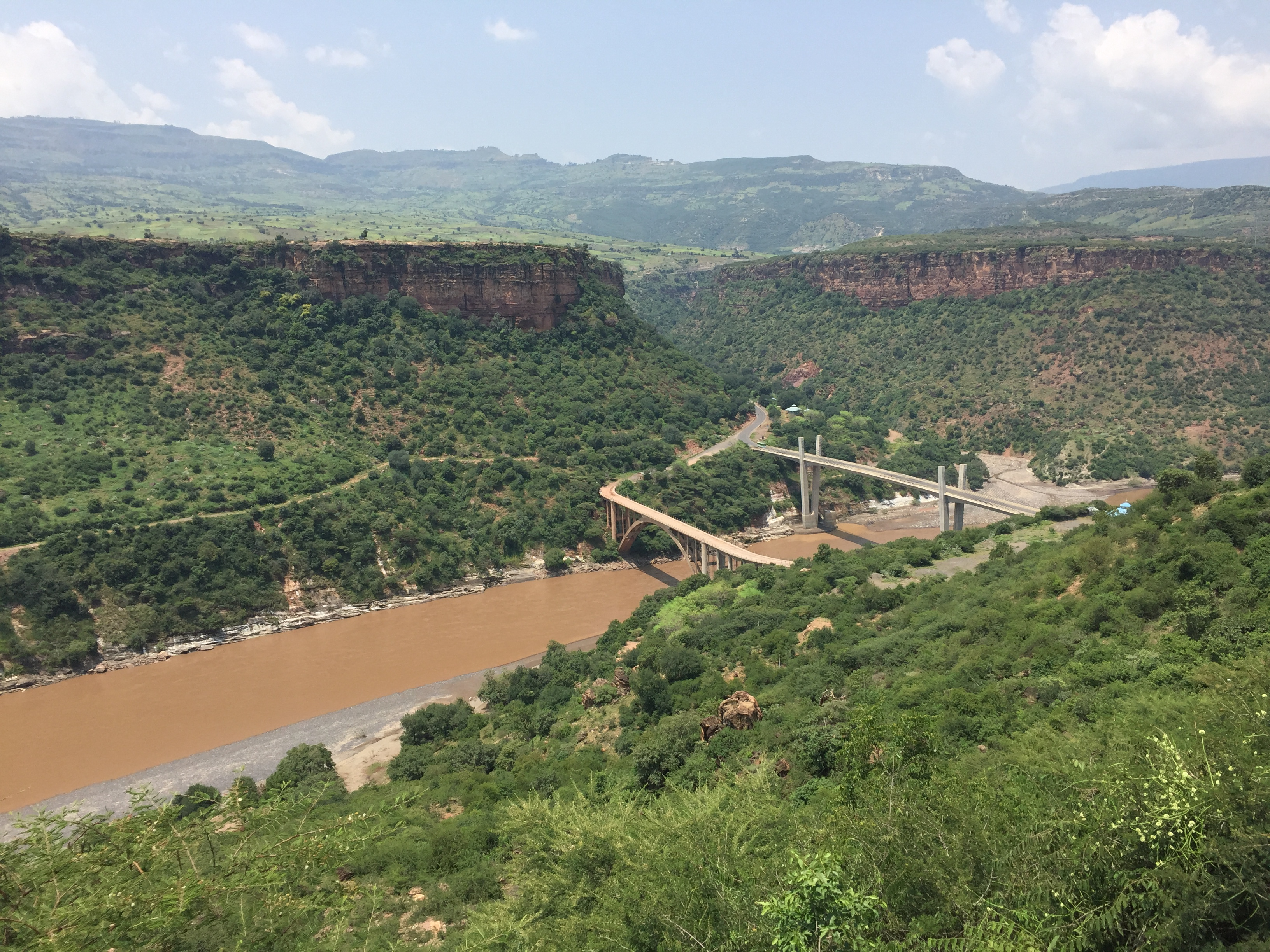
مضيق وادي النيل الأزرق في إثيوبيا.

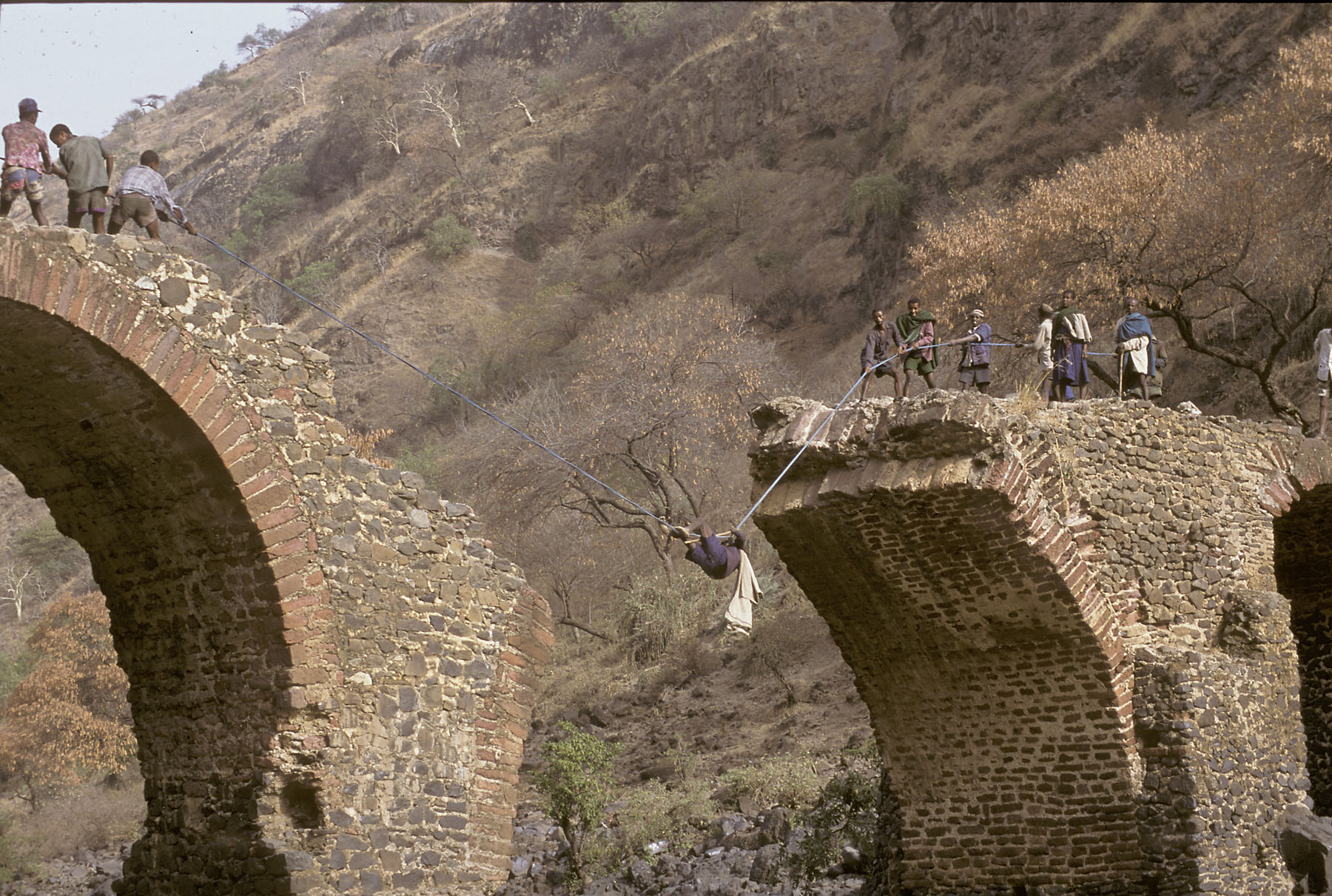
كان الرجال يسحبون بعضهم بعضاً بالحبل فوق الجسر الحجري القديم المتهدم لقطع وادي النيل الأزرق قبل بناء جسرٍ جديدٍ من قبل جمعية "جسور من أجل الازدهار" الخيرية.

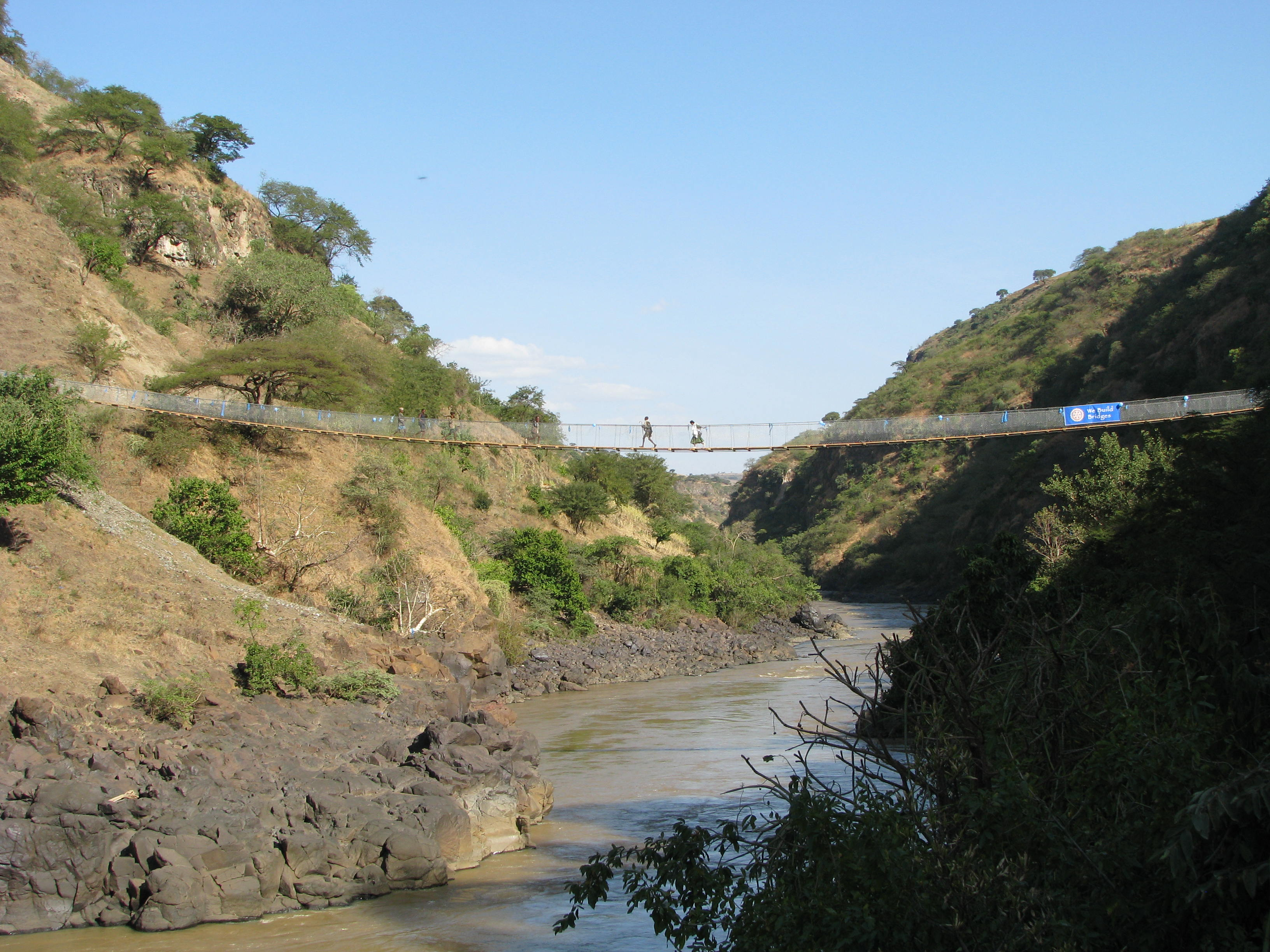
الجسر المعلق على النيل الأزرق الذي اكتمل العام 2009، وهو الجسر المعلق بالكابلات الوحيد فوق النيل الأزرق في إثيوبيا.

الجسر المعلق على النيل الأزرق الذي اكتمل العام 2009، وهو الجسر المعلق بالكابلات الوحيد فوق النيل الأزرق في إثيوبيا.في الخمسينات والستينات من القرن الماضي كان العديد من صانعي الكاياك يجدفون على أجزاءٍ من الوادي. في العام 1968 -وبناءً على طلبٍ من «هيلا سيلاسي» [الإمبراطور الإثيوبي]- قام فريقٌ مكوّنٌ من ستين جندياً وعالماً بريطانياً وإثيوبياً بأول نزولٍ كاملٍ للنهر من بحيرة تانا إلى نقطةٍ بالقرب من الحدود السودانية بقيادة المستكشف «جون بلاشفورد سنيل». استخدم الفريق "Avon Inflatables" المصممة خصيصاً، والقوارب الهجومية المعدلة للمهندسين الملكيين للتنقل في المنحدرات الهائلة. وبشكلٍ عامٍّ فقد غطت حملات التجديف اللاحقة في السبعينات والثمانينات أجزاءً من وادي النهر فقط.
في العام 1999 قامت الكاتبة «فيرجينيا موريل» والمصورة «نيفادا وير» برحلةٍ على متن قاربٍ من بحيرة تانا إلى السودان، ونشرتا فيلماً وثائقياً عن رحلتهما بعد ذلك. وفي العام 2000 شاهد قارئ «ناشيونال جيوغرافيك» الأمريكي «كينيث فرانتز» صورةً التقطت بواسطة «نيفادا وير» لصالح «ناشيونال جيوغرافيك»، والتي كان من شأنها أن تقوده إلى تأسيس جمعية «جسور من أجل الازدهار» (بالإنجليزية: Bridges to Prosperity) الخيرية. أظهرت هذه الصورة جسراً متهدماً خلال الحرب العالمية الثانية حيث كان هناك عشرة رجالٍ على جانبي الامتداد المكسور يسحبون بعضهم بعضاً عبر الفجوة الخطرة بواسطة حبل. بُني هذا الجسر التاريخي من قبل الإمبراطور «فاسيليدس» في العام 1660 تقريباً باستخدام تقانة الجسر الروماني التي أدخلها الجنود البرتغاليون إلى إثيوبيا خلال الصراع مع المسلمين في العام 1507. في كلا العامين 2001 و2009 سافر متطوعو «جسور من أجل الازدهار» من الولايات المتحدة بهدف إصلاح الجسر المنهدم عبر النيل الأزرق، ثم بناء جسرٍ معلقٍ جديدٍ لا يتأثر بسرعةٍ بالفيضان.
في 28 أبريل/نيسان من العام 2004 أصبح الجيولوجي «باسكوال سكاتورو»، وشريكه راكب الكاياك والمخرج الوثائقي «جوردون براون» أول من يبحر في النيل الأزرق. وعلى الرغم من أن بعثتهما تضمنت عدداً آخرين إلا أن براون وسكاتورو كانا الوحيديْن اللذيْن استمروا في الرحلة الاستكشافية طوال الرحلة. قاما بتأريخ مغامرتهما بكاميرا IMAX وكاميرات فيديو محمولة، وشاركا قصتهما في فيلم «غموض النيل» "Mystery of the Nile"، وفي كتابٍ يحمل العنوان نفسه.
في 29 يناير/كانون الأول من العام 2005 أكمل الكندي «ليس جيكلنج» وزميله النيوزيلندي «مارك تانر» أول عبورٍ يعمل بالطاقة البشرية بالكامل للنيل الأزرق، ثم النيل بالكامل في السودان ومصر. استغرقت رحلتهما خمسة أشهرٍ قطعا فيها أكثر من خمسة آلاف كم (أو 3,100 ميلٍ) وسافرا عبر إثيوبيا والسودان ومصر. وهما يرويان أنهما جدّفا في مناطق الصراع في الحرب الأهلية، والمناطق المعروفة بقطاع الطرق، وواجها العديد من المخاطر والمنحدرات.

## معرض صور

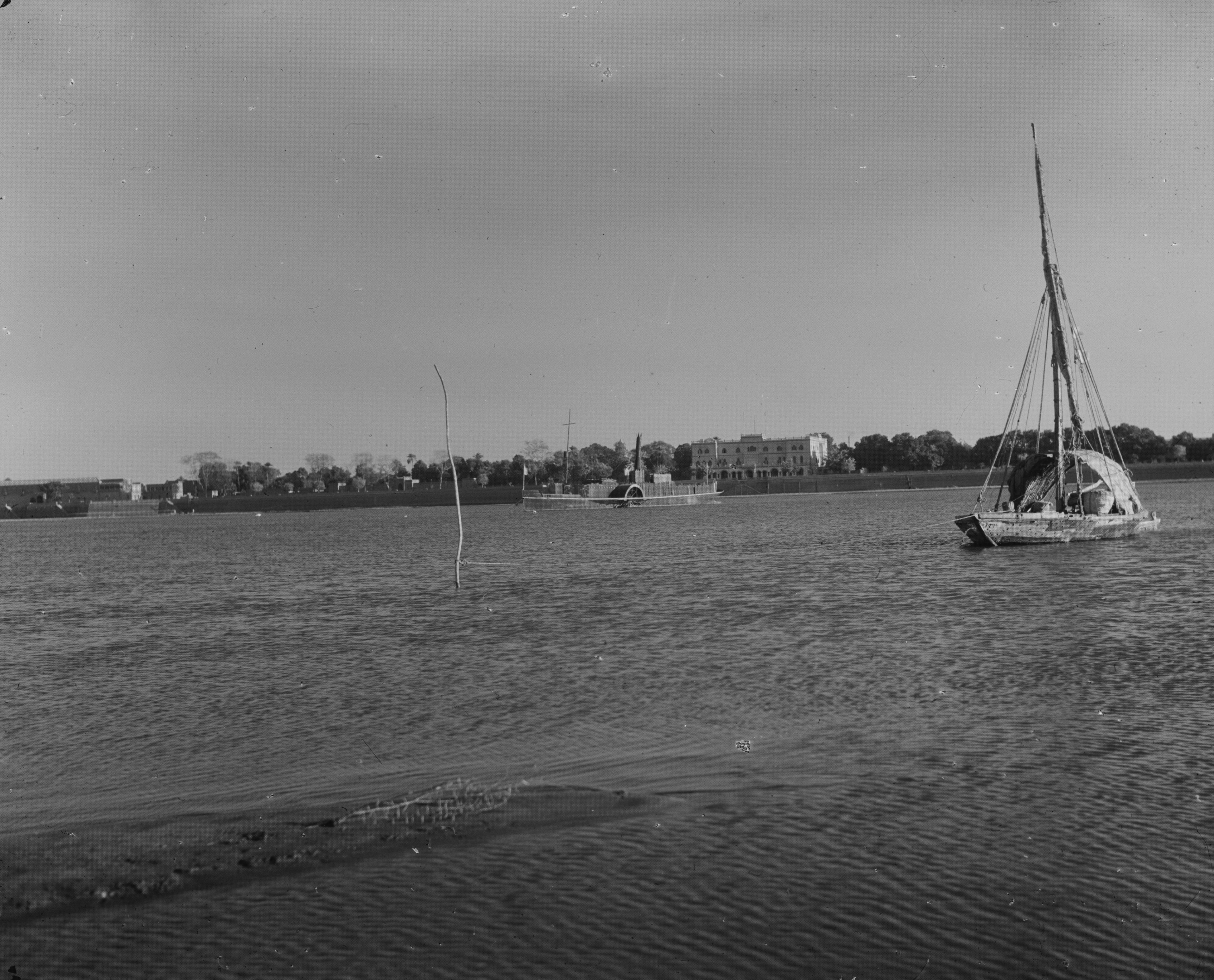
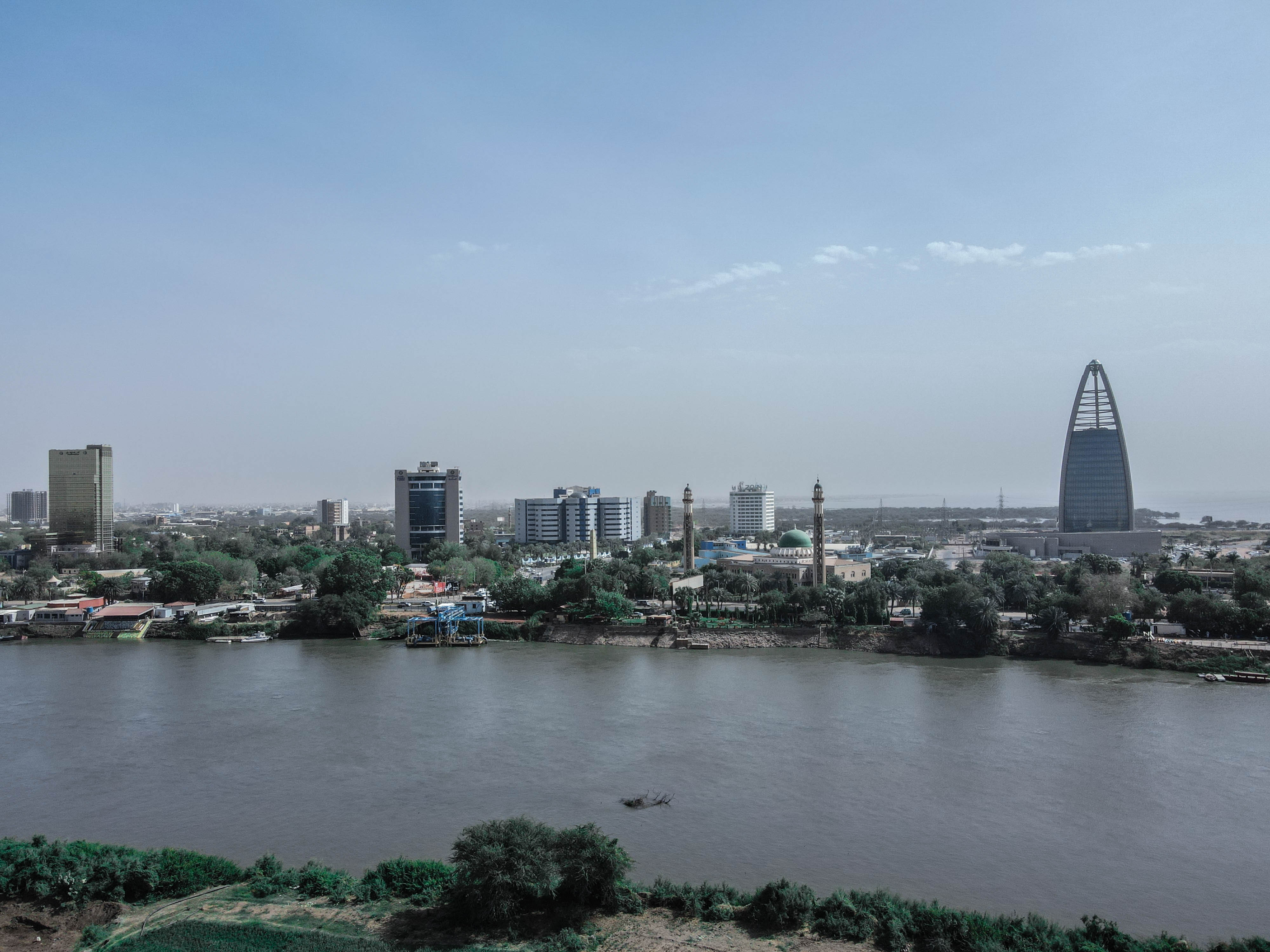
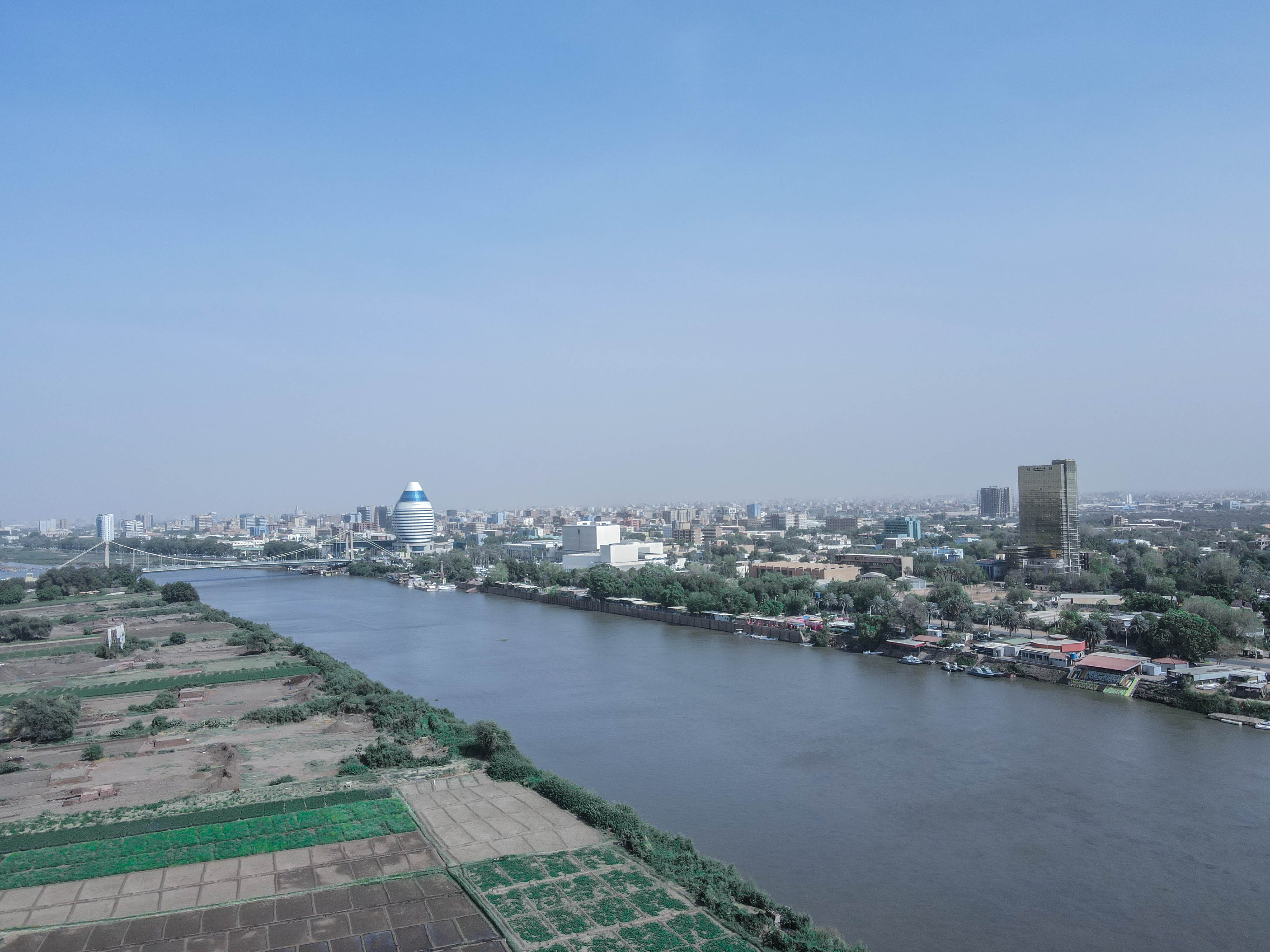